# 崔諲 (十六國到劉宋)
崔諲（？—？），清河郡东武城县（今河北省衡水市故城县）人，北魏御史中丞崔逞第四子，刘宋官员。

## 生平
崔逞投奔北魏时，担心终究不能免祸，最终后裔断绝，就让夫人张氏与崔諲等四个儿子留在冀州，前去归附南燕的慕容德，于是前往了广固。崔逞独自与小儿子崔賾前去平城。
之后崔諲以将吏的才干受到刘裕的赏识。永初末年，崔諲出任振威将军、东莱郡太守。宋少帝刘义符初年，亡命之徒司马灵期、司马顺之千余人围困东莱郡，崔諲领兵攻击，斩下司马灵期等三十余人首级。元嘉九年六月乙卯，司徒参军崔諲出任青州冀州二州刺史。
魏太武帝拓跋焘听说宋文帝刘义隆任命崔諲为冀州刺史，于是说：“刘义隆任用哥哥，我难道就没有冀州？”魏太武帝于是任命崔賾为平东将军、冀州刺史。

## 家庭

### 兄弟姐妹
- 崔义
- 崔祎
- 崔严
- 崔赜，北魏平东将军、大鸿胪、清河侯
- 崔氏，嫁齐州别驾、东海郡太守明俨[8]

### 子女
- 崔僧护，刘宋冀州秀才[9][10]
- 崔景真，南齐平昌郡太守[11]
- 崔灵和，刘宋员外散骑侍郎[12][13]
- 崔氏，嫁刘宋员外郎、东安郡东莞郡二郡太守明休之[8]